# 鳥居清里
鳥居 清里（とりい きよさと、生没年不詳）とは、江戸時代の浮世絵師。

## 来歴
初代鳥居清満の門人。作画期は宝暦の頃で細判の紅摺絵を残している。

## 作品
- 「大谷鬼治の小林のあさいな」　細判紅摺絵
- 「みだれがみのおせん　瀬川菊之丞」　細判紅摺絵　※画中に「青柳や　風に櫛せぬ　みだれ髪」の句あり
- 「佐藤四郎兵衛忠信」　細判紅摺絵